# 鹤溪潘家大屋
鹤溪潘家大屋位于中国浙江省丽水市景宁畲族自治县鹤溪街道（原景宁县城）东南、戏台后15-16号，始建于明代晚期，传为官员潘琴所居，现为县境内最古老和规模最大的传统民居。建筑坐西北朝东南，中轴线上依次为门厅、正厅和后楼三进，正厅前有厢房，后楼前有厢楼、后有厢房。大门设在正厅西，门外有旗杆石两对。